# 2928 Епштейн
2928 Епштейн (2928 Epstein) — астероїд головного поясу, відкритий 5 квітня 1976 року.
Тіссеранів параметр щодо Юпітера — 3,227.